# Cleveland (Texas)
|  | Per a altres significats, vegeu «Cleveland (desambiguació)». |

Cleveland és una població dels Estats Units a l'estat de Texas. Segons el cens del 2000 tenia 7.605 habitants.

## Demografia
Segons el cens del 2000, Cleveland tenia 7.605 habitants, 2.645 habitatges, i 1.758 famílies. La densitat de població era de 610,5 habitants per km².
Dels 2.645 habitatges en un 34% hi vivien nens de menys de 18 anys, en un 42,4% hi vivien parelles casades, en un 19% dones solteres, i en un 33,5% no eren unitats familiars. En el 29,2% dels habitatges hi vivien persones soles el 13,9% de les quals corresponia a persones de 65 anys o més que vivien soles. El nombre mitjà de persones vivint en cada habitatge era de 2,63 i el nombre mitjà de persones que vivien en cada família era de 3,27.
Per edats la població es repartia de la següent manera: un 27,4% tenia menys de 18 anys, un 10,7% entre 18 i 24, un 29,6% entre 25 i 44, un 18,3% de 45 a 60 i un 14% 65 anys o més.
L'edat mediana era de 33 anys. Per cada 100 dones de 18 o més anys hi havia 101,7 homes.
La renda mediana per habitatge era de 24.164$ i la renda mediana per família de 28.527$. Els homes tenien una renda mediana de 28.385$ mentre que les dones 17.889$. La renda per capita de la població era de 13.562$. Aproximadament el 19,3% de les famílies i el 22,4% de la població estaven per davall del llindar de pobresa.

## Poblacions properes
El següent diagrama mostra les poblacions més properes.